# Робърт Хансен
Робърт Филип Хансен (на английски: Robert Philip Hanssen) е бивш агент на ФБР, който шпионира за разузнавателните служби на Съветския съюз и Русия срещу САЩ от 1979 до 2001 г. Шпионажът му е описван от Департамента по правосъдие на САЩ като „вероятно най-лошото разузнавателно бедствие в американската история“. Излежава 15 поредни доживотни присъди в затвора с максимална сигурност ADX Florence близо до Флорънс, Колорадо.
През 1979 г., три години след като присъединява към ФБР, Хансен се свързва с Главното разузнавателно управление на СССР, предлагайки услугите си. Той предприема първия си шпионски цикъл, който продължава до 1981 г. През 1985 г. подновява шпионската си дейност до 1991 г., когато прекъсва комуникацията по време на разпадането на СССР от страх да не бъде разкрит. Още на следващата година, обаче, той възстановява комуникацията си с разузнавателните служби на Русия. През това цялото време Хансен остава анонимен за руснаците.
Хансен продава хиляди поверителни документи на КГБ, в които са описани американските стратегии в случай на ядрена война, разработки и технологии на военни оръжия и определени аспекти на американската контраразузнавателна програма. Той компрометира и имената на агенти на КГБ, работещи тайно в полза на САЩ, като някои от тях впоследствие са екзекутирани за държавна измяна. Хансен разкрива и проект за тунел на стойност милиони долари, прокопан от ФБР за подслушване под съветското/руското посолство във Вашингтон. ФБР плащат 7 милиона долара на агент от КГБ, за да получат документ, касаещ анонимна „къртица“, за която по-късно ФБР установяват чрез отпечатъци и гласов анализ, че е Хансен.
Робърт Хансен е арестуван на 18 февруари 2001 г. в парк близо до дома си във Виена, Вирджиния, след като оставя пакет с поверителни материали в скривалище. Обвинен е в търговия на разузнавателни документи на Съветския съюз и Русия срещу 1,4 милиона долара в брой и диаманти за период от 22 години. За да избегне смъртно наказание, той се признава за виновен по всичките 14 обвинения за шпионаж и конспиративна дейност. Осъден е на 15 доживотни присъди без възможност за предсрочно освобождаване или помилване.